# Église Sainte-Catherine-Martyre de Rome
L'église Sainte-Catherine-Martyre est un lieu de culte orthodoxe à Rome, siège de la paroisse homonyme dépendante du patriarcat de Moscou. Elle est située à l'intérieur du parc de la Villa Abamelek, siège de l'ambassade de Russie en Italie, sur la colline du Janicule, dans le rione Trastevere.

## Histoire
Au début des années 1990, à la suite du changement de régime politique en Russie, la communauté orthodoxe s'est organisée pour avoir une église orthodoxe russe à Rome, obtenant la bénédiction du patriarche de Moscou et de toute la Russie Alexis II. En octobre  1999, l'ambassade de la fédération de Russie à Rome a formellement demandé au Ministère des affaires étrangères de la République italienne et à la municipalité de Rome la possibilité de construire le bâtiment. 
En mai 2000, le projet de l'église russe Santa Caterina Martire par Andrej Obolenskij, directeur du Centre des constructions artistiques du patriarcat de Moscou, a été présenté à la municipalité de Rome. La ville a envisagé la construction de l'église dans la zone appartenant à la fédération de Russie, à côté de la résidence de l'ambassadeur de la fédération de Russie, Villa Abamelek, sur le Janicule. L'église aura une hauteur de 29 mètres et aura une superficie générale de 698 mètres carrés pour un volume général de 5056 mètres cubes. 
La cérémonie de pose de la première pierre, bénie par l'archevêque de Korsun Innokentij, a eu lieu le 14 janvier 2001 à la Villa Abamelek, en présence des ministres des Affaires étrangères italien et russe, Igor Ivanov et Lamberto Dini. À partir de 2001, à Pâques, à Noël et le jour de la Sainte-Catherine (25 novembre/7 décembre), la messe est célébrée sur le site de la future église. 
En juin 2002, le permis de construire a été obtenu grâce à l'intérêt de l'ambassade. Une soirée consacrée au début des travaux de construction, qui débutèrent l'été de la même année, s'est déroulée le 6 mai 2003 à la Villa Abamelek. Le 19 mai 2004, une association a été fondée (bénie par Alexis II) dont le but est de collecter les moyens pour la construction de l'église. 
La consécration mineure de l'église a eu lieu le 19 mai 2006, une cérémonie à laquelle ont notamment assisté le maire de Moscou Loujkov, l'ambassadeur de Russie en Italie Alexey Meshkov et le chef du Département des affaires étrangères du Patriarcat de Moscou, le métropolite Cyrille de Smolensk et Kaliningrad. 
En décembre 2007, a eu lieu la consécration de la crypte, dédiée aux saints Constantin et Hélène. 
La cérémonie d'inauguration de la nouvelle église a eu lieu le 23 mai 2009. 

## Images

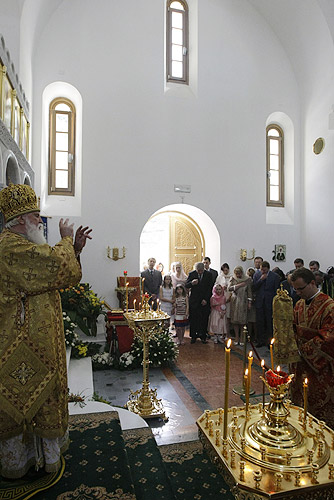
Vue intérieure.